# Olof Hambræus (1761–1841)
Olof Hambræus, född 13 juni 1761 i Söderhamns församling, Västernorrlands län, död där 25 juni 1841, var en svensk borgmästare och riksdagspolitiker.
Hambræus var son till Olof Hambræus (1722–1784). Olof Hambræus efterträdde sin far som borgmästare i Söderhamns stad, var ordförande i hantverkssocieteten där 1780–1836 och i likhet med fadern politiskt engagerad. Han satt i riksdagen åren 1786, 1800, 1812, 1815 och 1823.